# Kotori-öböl
A Kotori-öböl (régi nevén Cattarói-öböl, szerbül Бока которска / Boka kotorska, olaszul Bocche di Cattaro) öböl az Adriai-tenger délkeleti partján, Montenegró egyik legszebb vidéke.   

## Földrajza
Az öböl folyóvölgyként jött létre. Legnagyobb szélessége 7 km, legkisebb 300 m. Területe 87 km². Legmélyebb pontján 60 m, átlagosan 27,3 m mélységű. Az öböl tengeri bejáratánál fekszik Horvátország legdélibb része, a Prevlaka-félsziget.

### Szigetek
Az öböl bejáratánál van Mamula apró szigete, amelyen egy erőd romjai találhatók. Az öböl belső részén, Perasthoz közel is található két apró sziget, melyek egyikén bencés kolostor, a másikon a Gospa od Skrpelja (Szirti Madonna) templom épült. Még három kis sziget van Tivat közelében.

## Hegyek
Az öböltől északnyugatra az Orjen-, délkeletre a Lovćen-hegység magasodik.

## Települések
Az öböl partján található nagyobb helységek:
| Helység                   | Község (járás) | Lakosság (fő) a 2003-as adatok szerint |
| ------------------------- | -------------- | -------------------------------------- |
| Herceg Novi (Херцег Нови) | Herceg Novi    | 12 739                                 |
| Tivat (Тиват)             | Tivat          | 9 467                                  |
| Dobrota (Доброта)         | Kotor          | 8169                                   |
| Risan (Рисан)             | Kotor          | 2 083                                  |
| Kotor (Котор)             | Kotor          | 22 947                                 |
| Perast (Пераст)           | Kotor          | 349                                    |

## Közlekedés
Az öböl jelentős kikötő. Tivatban nemzetközi repülőtér található.

## Lakosság
A területen főleg szerbek élnek. Jelentős a katolikus horvátok száma (20%) és a magát jugoszlávként meghatározó (20%) kisebbség.

## Képek

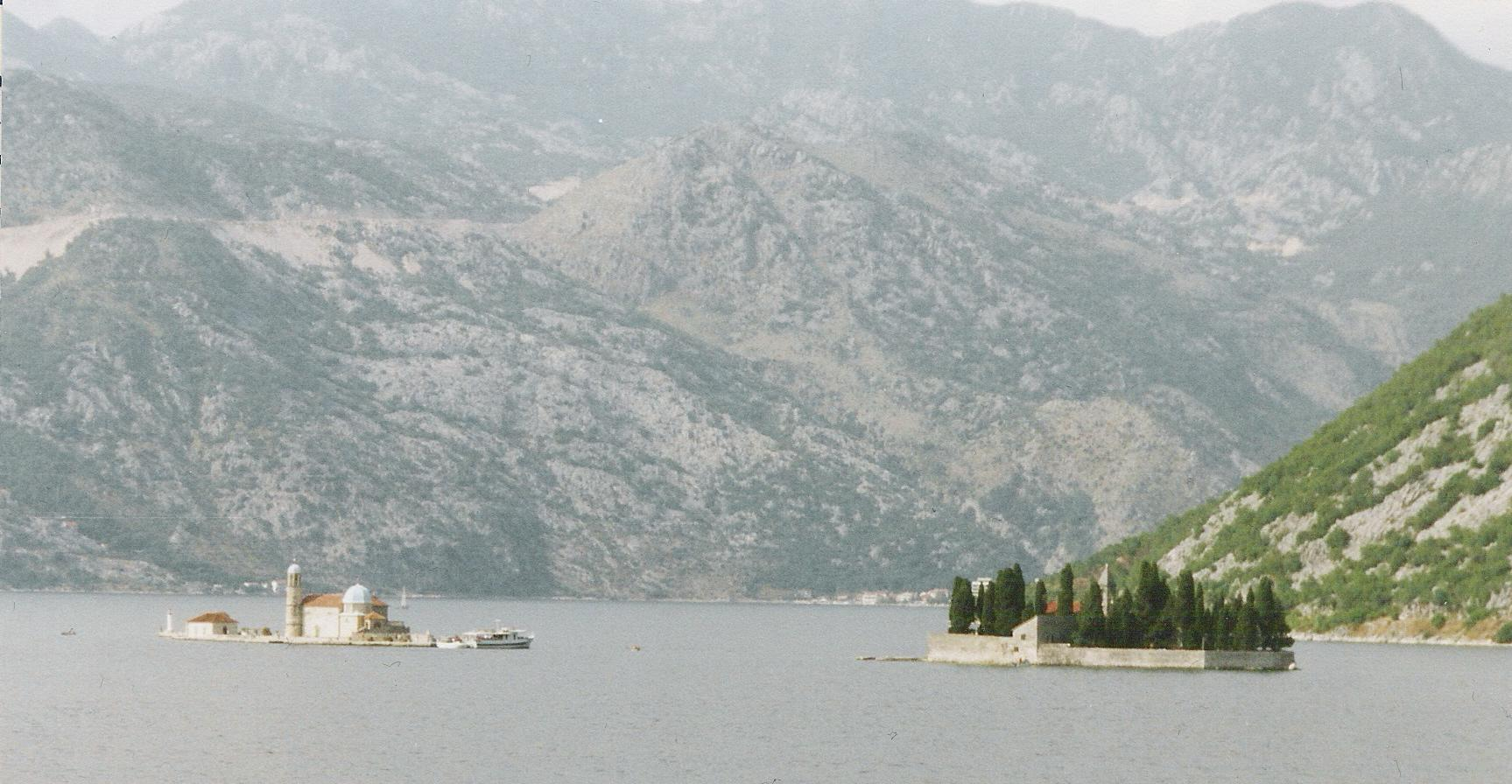
Apró szigetek a Kotori-öböl bejáratánál
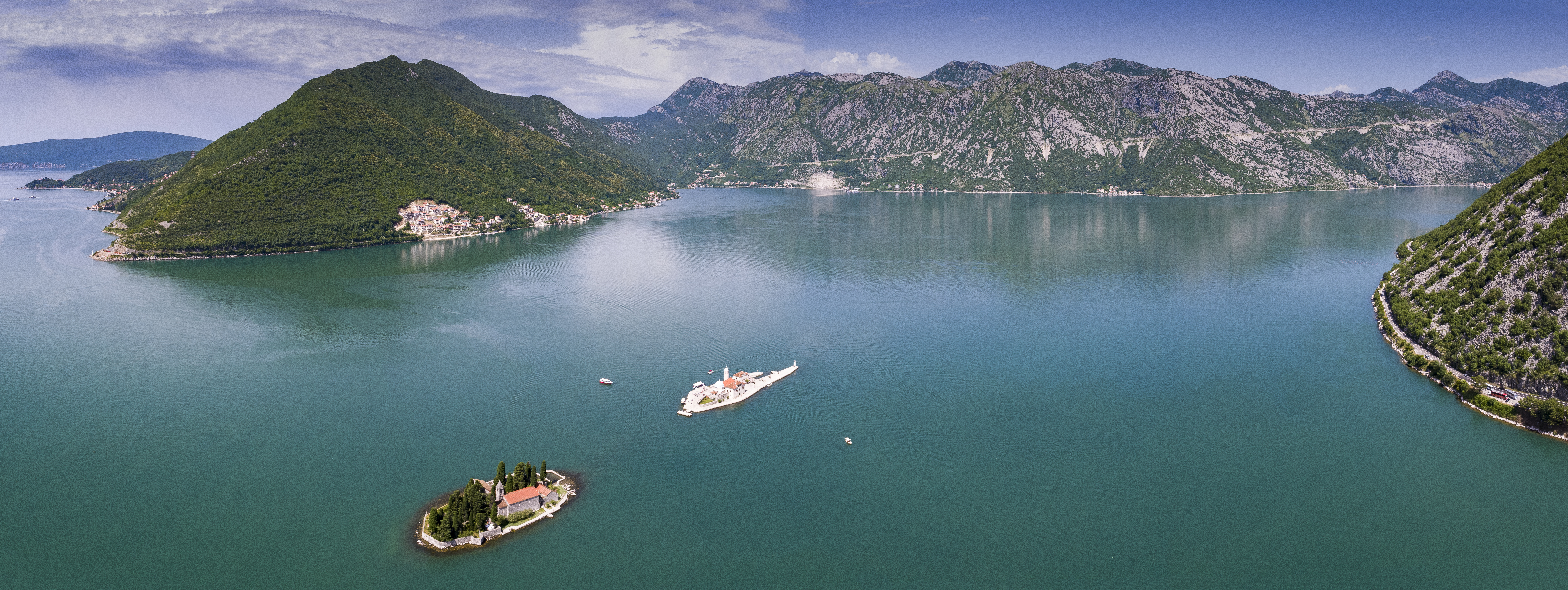
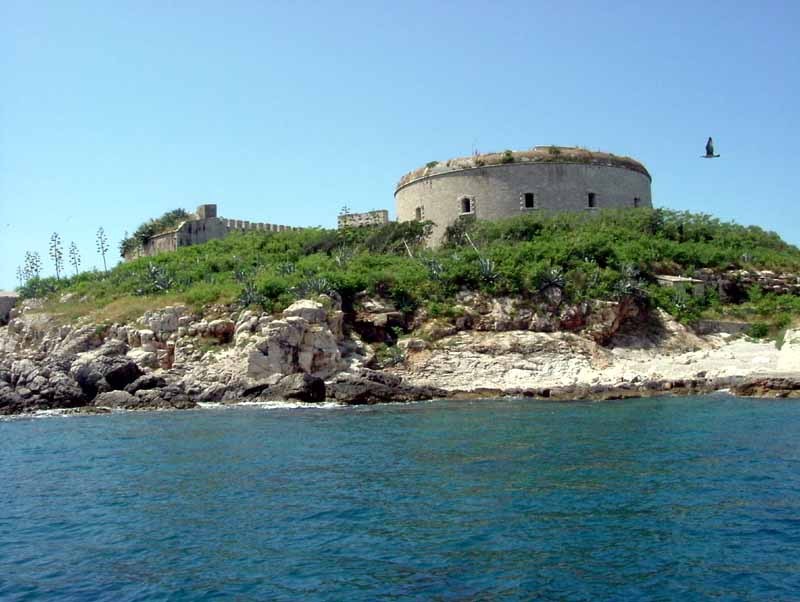
Mamula szigete
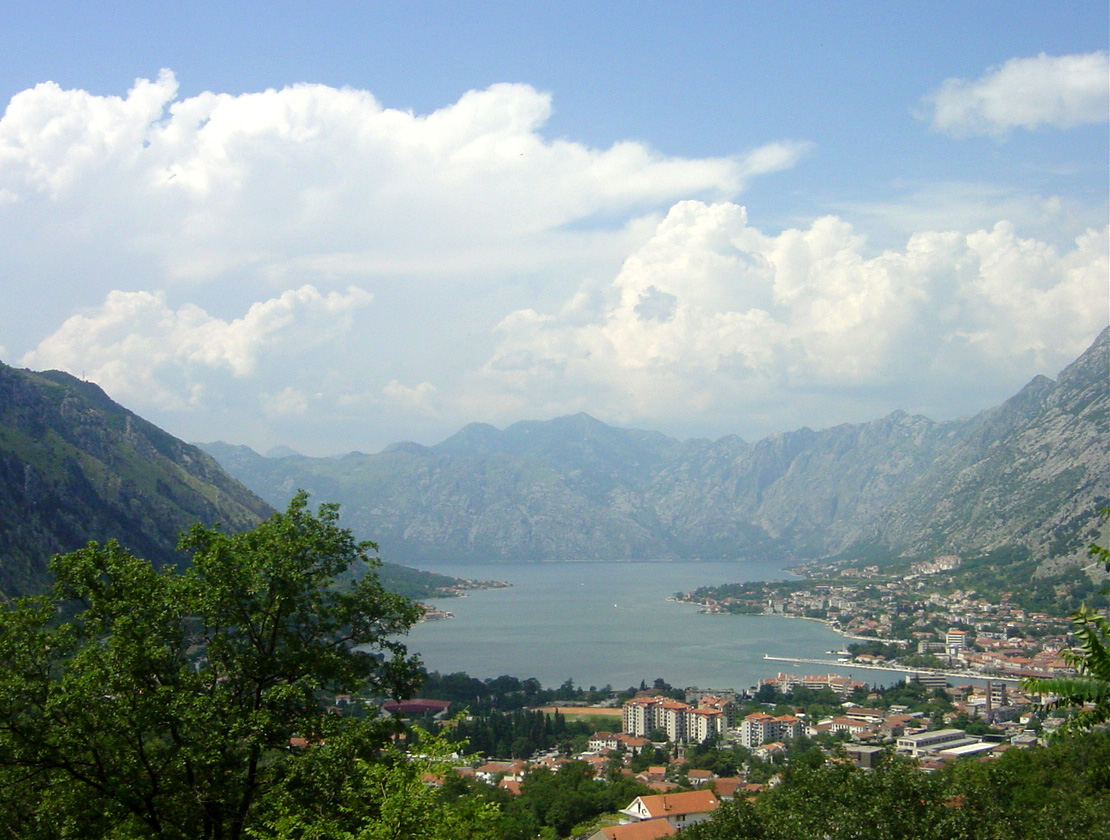
Kotor
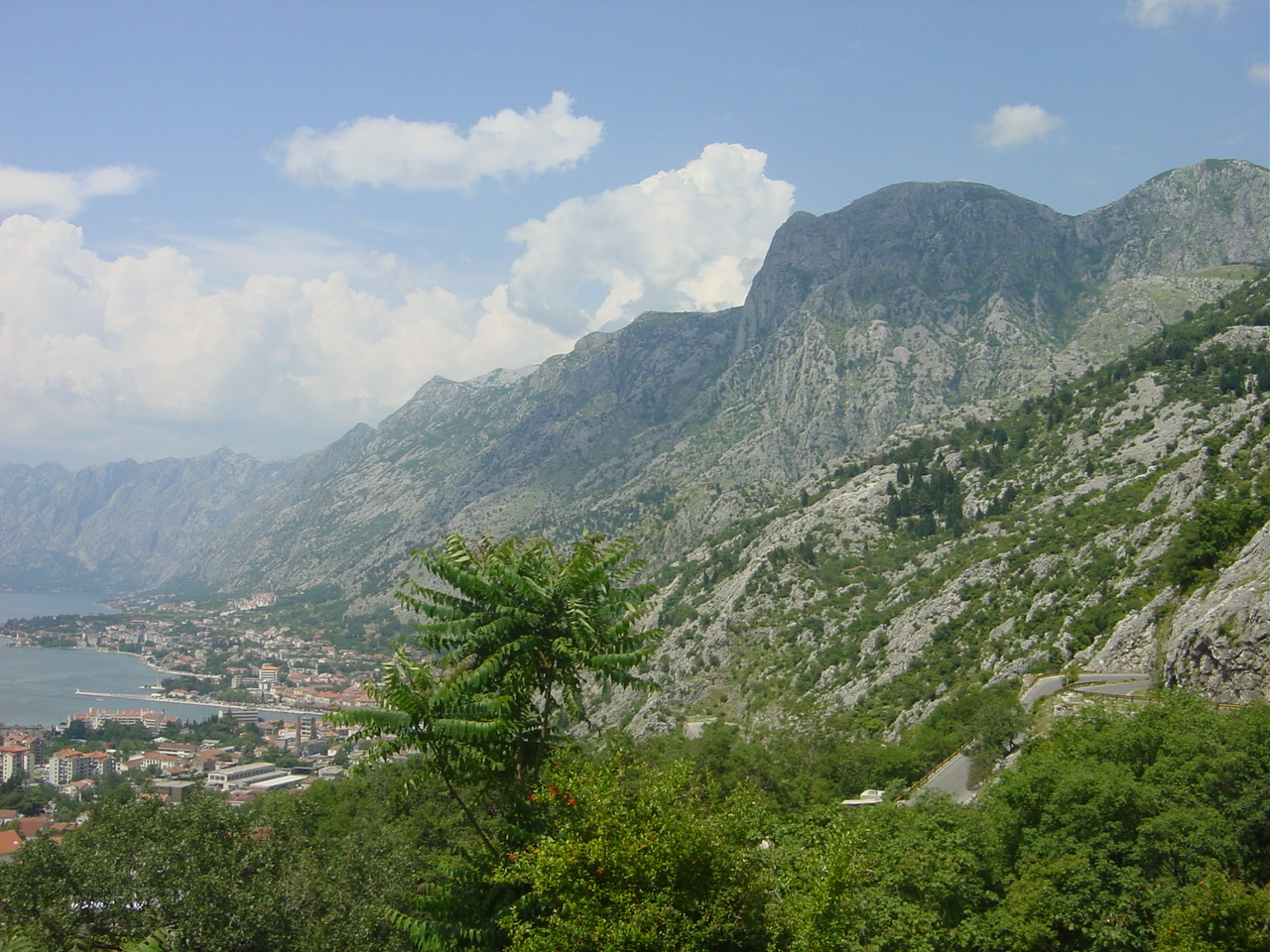
Kotor
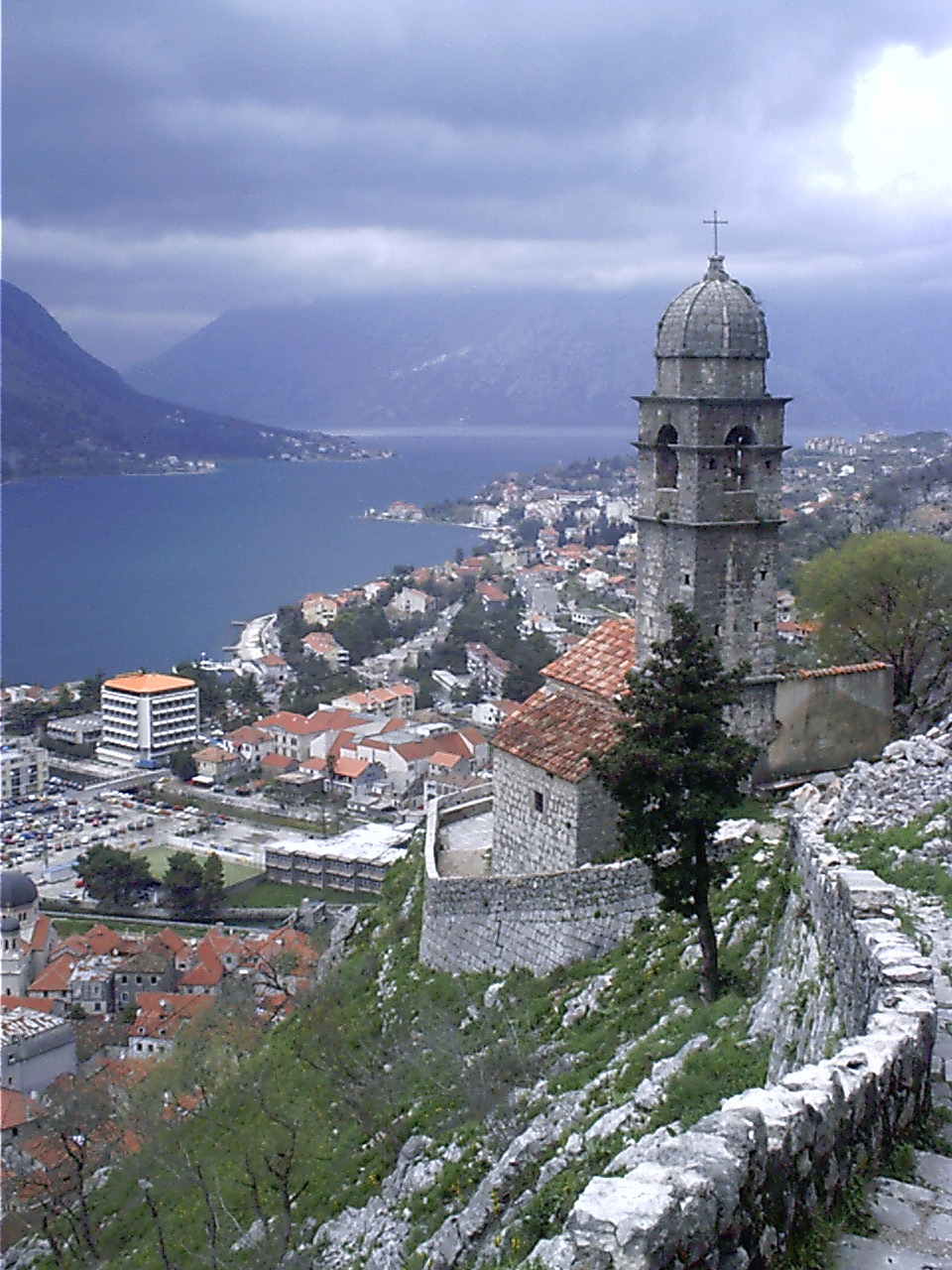
Kotor
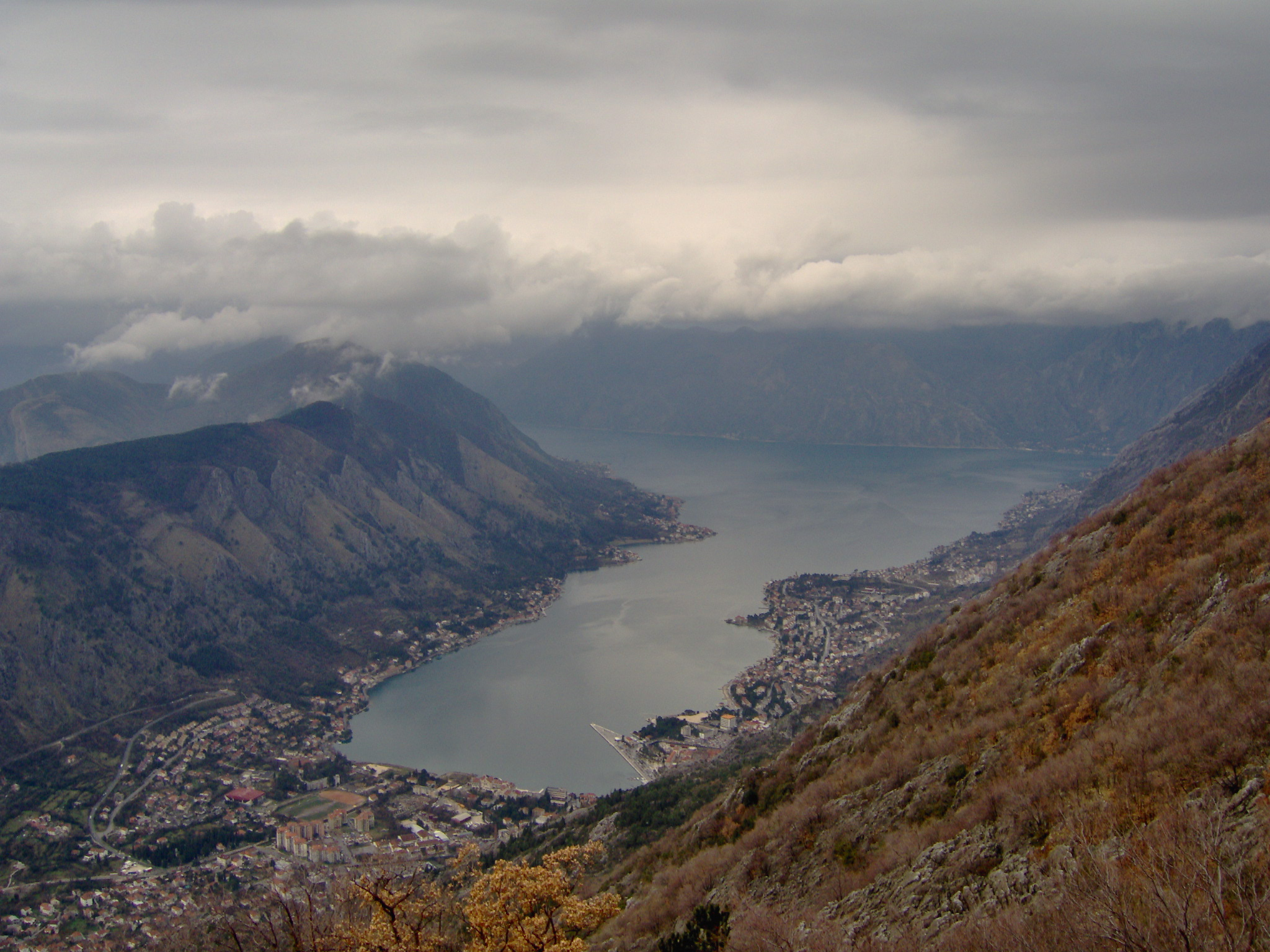
Kotor
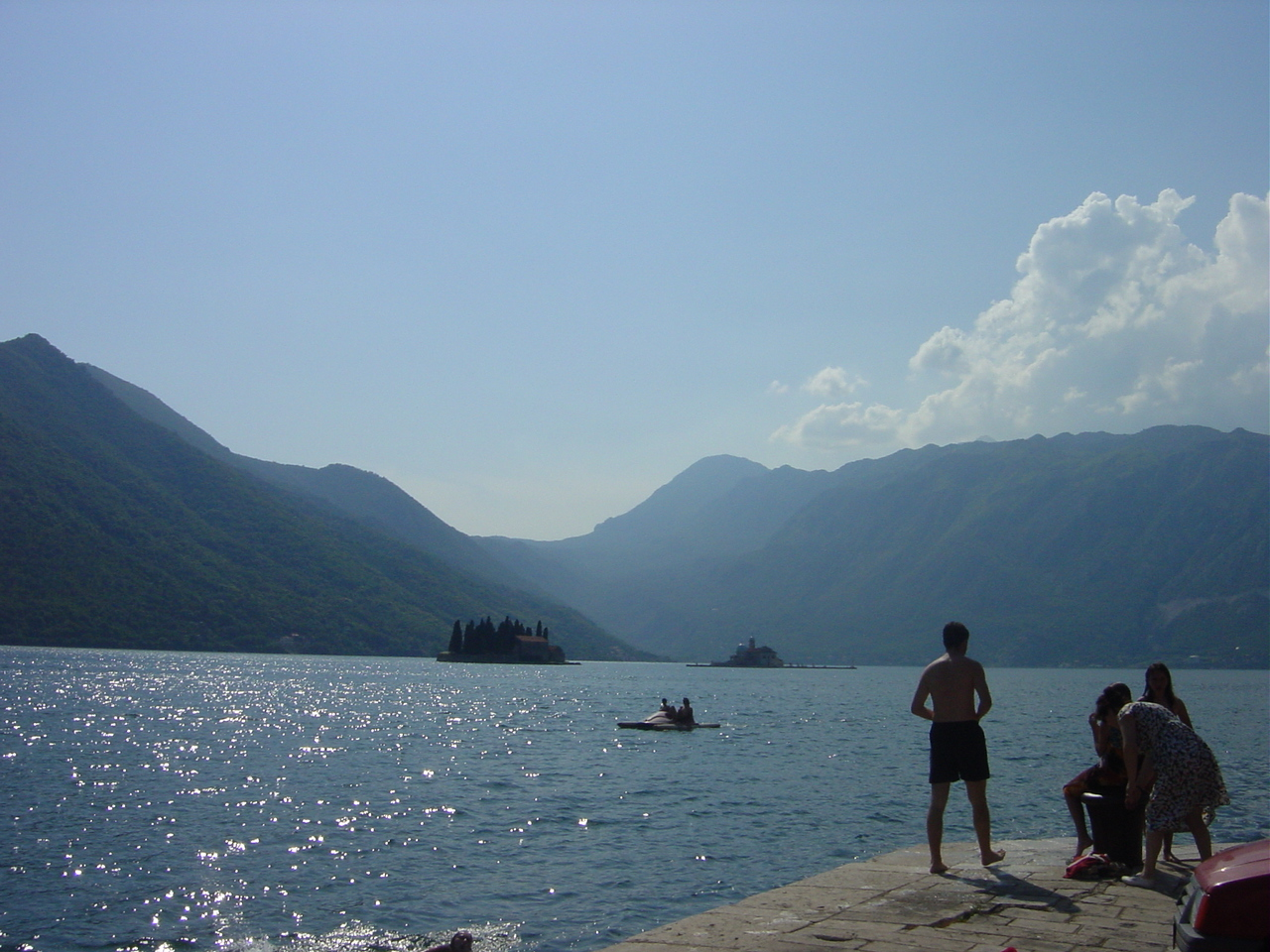
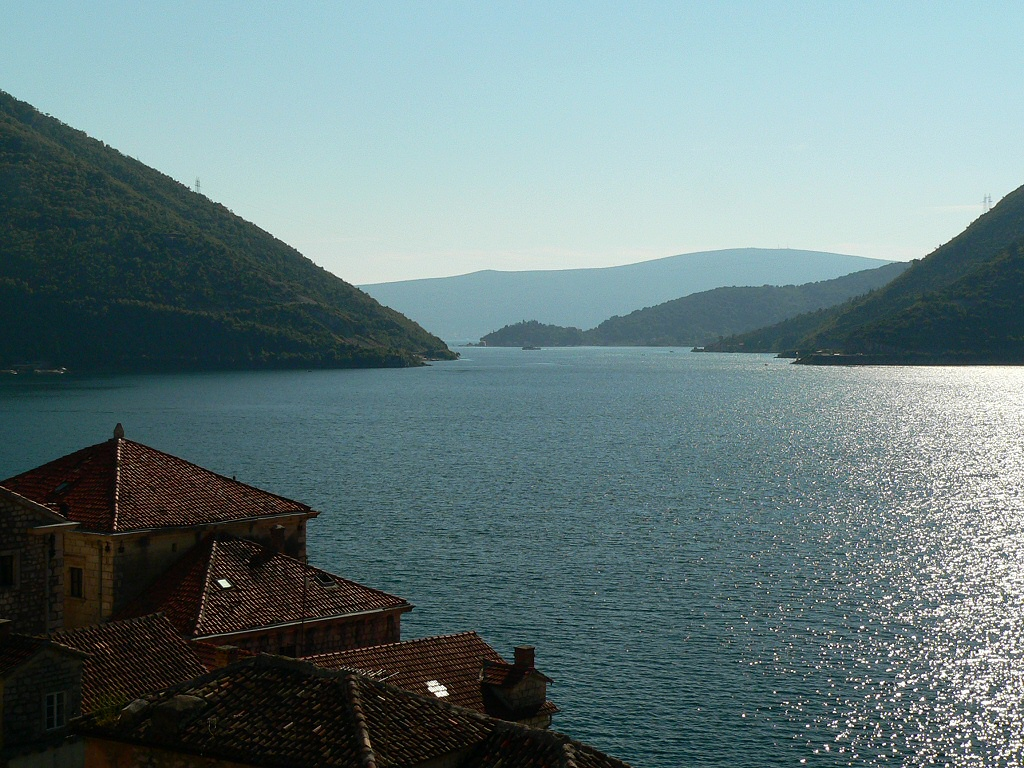
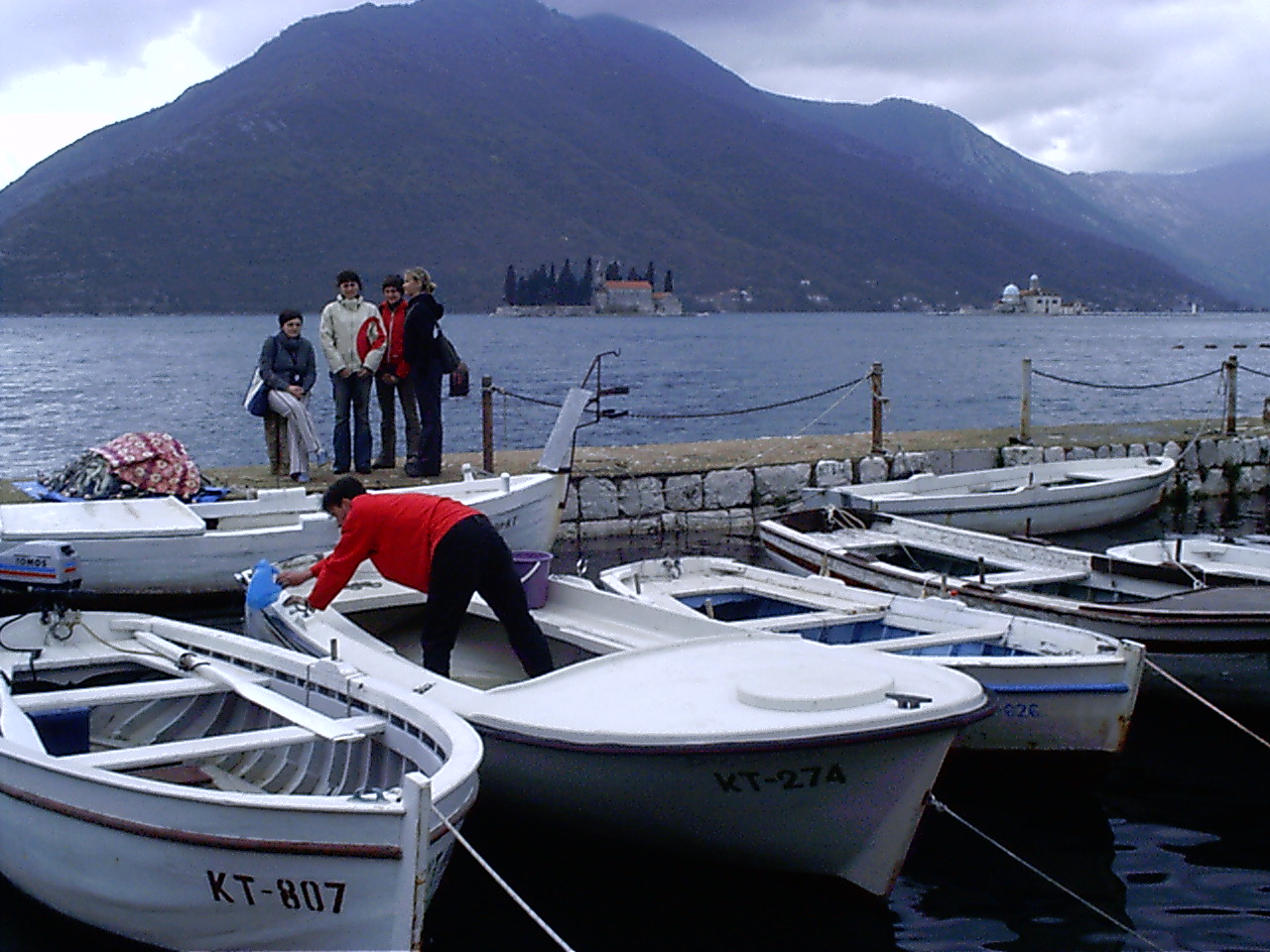
Perast
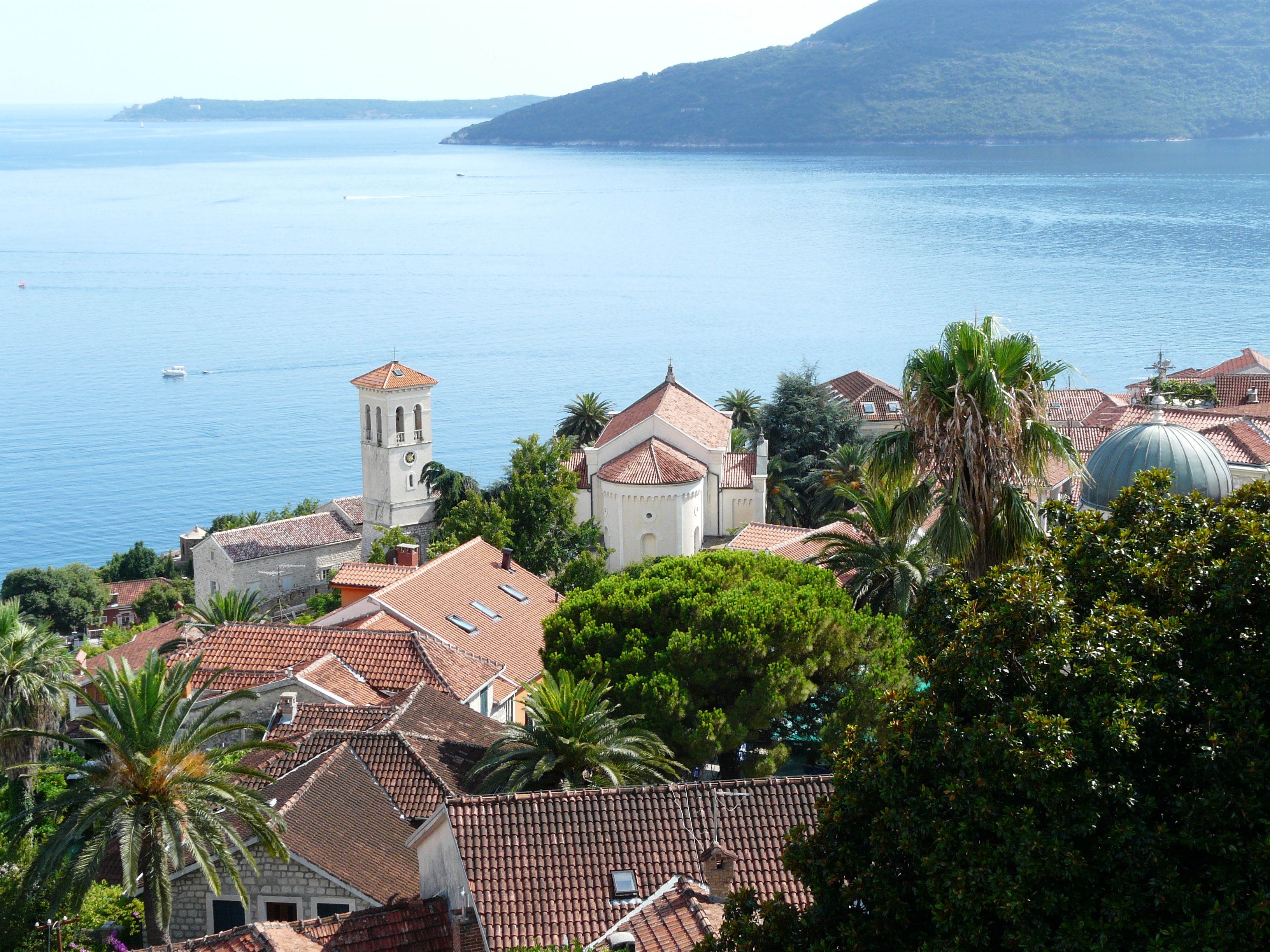
Herceg Novi
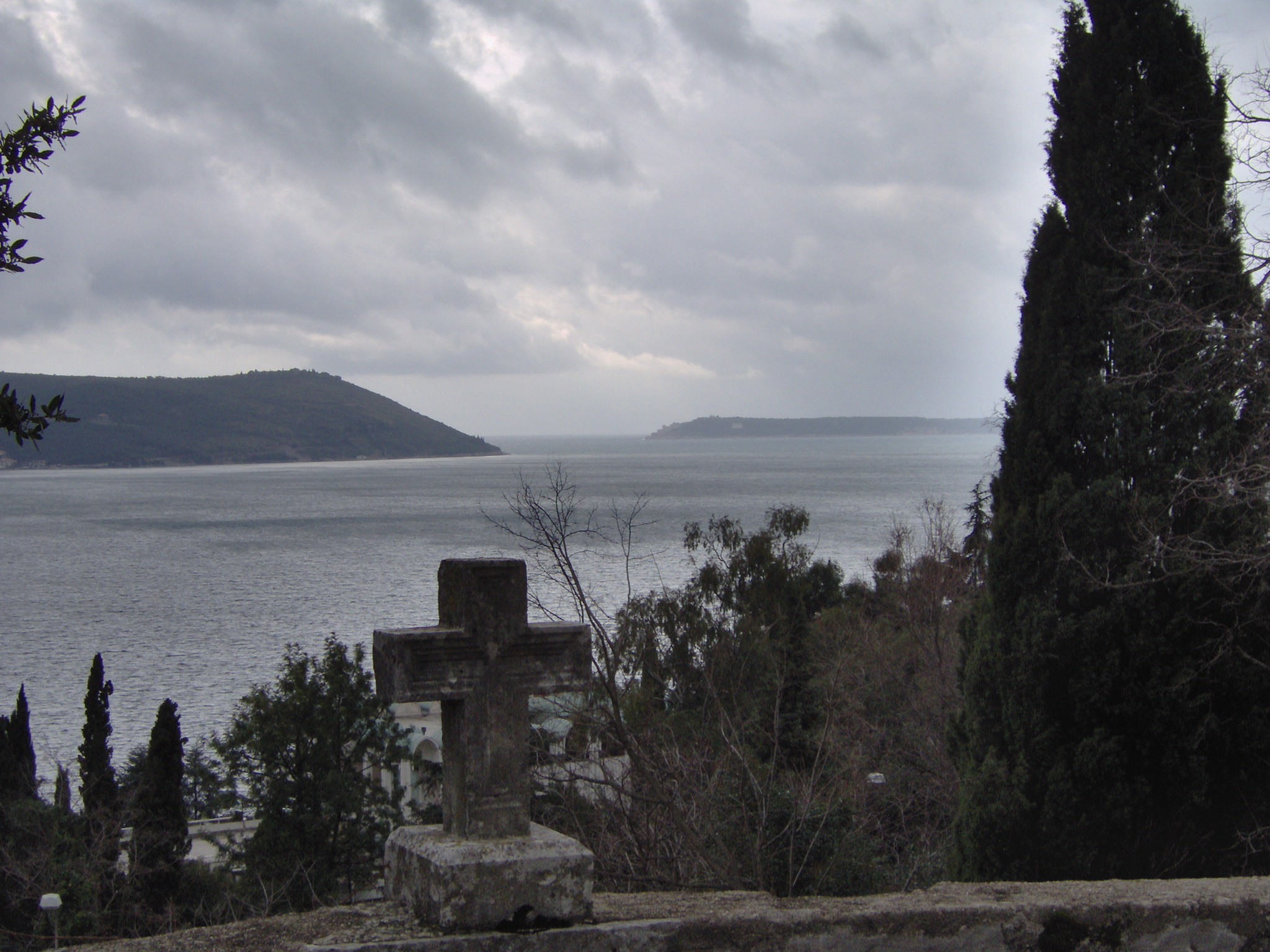
Panoráma Herceg Noviból